# Grande Prêmio dos Países Baixos de 1981
Resultados do Grande Prêmio dos Países Baixos de Fórmula 1 realizado em Zandvoort à 30 de agosto de 1981. Foi a décima segunda etapa da temporada e teve como vencedor o francês Alain Prost.

## Resumo
Na transmissão da Rede Globo, o narrador Luciano do Valle apontou René Arnoux em primeiro e Alain Prost em segundo e, ao invés de se corrigir, narrou uma ultrapassagem fictícia e quase mágica de Prost sobre Arnoux enquanto a câmera não mostrava os líderes e sim o acidente de Gilles Villeneuve.
Ao final da prova Nelson Piquet e Carlos Reutemann estavam no topo da tabela com 45 pontos cada, mas o brasileiro ostentava a liderança por ter uma vitória a mais que o argentino.
Nelson Piquet não liderava o mundial de Fórmula 1 desde o Grande Prêmio da Itália de 1980.

## Classificação da prova
| Pos. | Nº | Piloto             | Construtor      | Voltas | Tempo/Dif.  | Grid | Pontos |
| ---- | -- | ------------------ | --------------- | ------ | ----------- | ---- | ------ |
| 1    | 15 | Alain Prost        | Renault         | 72     | 1:40:22.43  | 1    | 9      |
| 2    | 5  | Nelson Piquet      | Brabham-Ford    | 72     | + 8.24      | 3    | 6      |
| 3    | 1  | Alan Jones         | Williams-Ford   | 72     | + 35.50     | 4    | 4      |
| 4    | 6  | Hector Rebaque     | Brabham-Ford    | 71     | + 1 volta   | 15   | 3      |
| 5    | 11 | Elio de Angelis    | Lotus-Ford      | 71     | + 1 volta   | 9    | 2      |
| 6    | 14 | Eliseo Salazar     | Ensign-Ford     | 70     | + 2 voltas  | 24   | 1      |
| 7    | 30 | Siegfried Stohr    | Arrows-Ford     | 69     | + 3 voltas  | 21   |        |
| 8    | 33 | Marc Surer         | Theodore-Ford   | 69     | + 3 voltas  | 20   |        |
| 9    | 4  | Michele Alboreto   | Tyrrell-Ford    | 68     | Motor       | 25   |        |
| 10   | 9  | Slim Borgudd       | ATS-Ford        | 68     | + 4 voltas  | 23   |        |
| Ret  | 22 | Mario Andretti     | Alfa Romeo      | 62     | Acidente    | 7    |        |
| Ret  | 7  | John Watson        | McLaren-Ford    | 50     | Ignição     | 8    |        |
| Ret  | 3  | Eddie Cheever      | Tyrrell-Ford    | 46     | Suspensão   | 22   |        |
| Ret  | 32 | Jean-Pierre Jarier | Osella-Ford     | 29     | Transmissão | 18   |        |
| Ret  | 16 | René Arnoux        | Renault         | 21     | Motor       | 2    |        |
| Ret  | 23 | Bruno Giacomelli   | Alfa Romeo      | 19     | Pneus       | 14   |        |
| Ret  | 26 | Jacques Laffite    | Ligier-Matra    | 18     | Colisão     | 6    |        |
| Ret  | 2  | Carlos Reutemann   | Williams-Ford   | 18     | Colisão     | 5    |        |
| Ret  | 29 | Riccardo Patrese   | Arrows-Ford     | 16     | Suspensão   | 10   |        |
| Ret  | 17 | Derek Daly         | March-Ford      | 5      | Suspensão   | 19   |        |
| Ret  | 28 | Didier Pironi      | Ferrari         | 4      | Colisão     | 12   |        |
| Ret  | 12 | Nigel Mansell      | Lotus-Ford      | 1      | Motor       | 17   |        |
| Ret  | 25 | Patrick Tambay     | Ligier-Matra    | 1      | Colisão     | 11   |        |
| Ret  | 27 | Gilles Villeneuve  | Ferrari         | 0      | Colisão     | 16   |        |
| DNS  | 8  | Andrea de Cesaris  | McLaren-Ford    |        | Não largou  |      |        |
| DNQ  | 35 | Brian Henton       | Toleman-Hart    |        |             |      |        |
| DNQ  | 20 | Keke Rosberg       | Fittipaldi-Ford |        |             |      |        |
| DNQ  | 21 | Chico Serra        | Fittipaldi-Ford |        |             |      |        |
| DNQ  | 31 | Beppe Gabbiani     | Osella-Ford     |        |             |      |        |
| DNQ  | 36 | Derek Warwick      | Toleman-Hart    |        |             |      |        |

## Tabela do campeonato após a corrida
| Pos. | Piloto           | Pontos |
| ---- | ---------------- | ------ |
| 1    | Nelson Piquet    | 45     |
| 2    | Carlos Reutemann | 45     |
| 3    | Jacques Laffite  | 34     |
| 4    | Alan Jones       | 31     |
| 5    | Alain Prost      | 28     |

| Pos. | Equipe        | Pontos |
| ---- | ------------- | ------ |
| 1    | Williams-Ford | 76     |
| 2    | Brabham-Ford  | 56     |
| 3    | Renault       | 39     |
| 4    | Ligier-Matra  | 34     |
| 5    | Ferrari       | 28     |

- Nota: Somente as primeiras cinco posições estão listadas. Entre 1981 e 1990 cada piloto podia computar onze resultados válidos por temporada não havendo descartes no mundial de construtores.